# Cisternino
Cisternino – miejscowość i gmina we Włoszech, w regionie Apulia, w prowincji Brindisi.

## Położenie
Cisternino położone jest na południowej części Wyżyny Murgia (Murgia dei trulli), na wysokości 394 m n.p.m. Od południowego zachodu Cisternino graniczy z Doliną Itrii (Valle d'Itria).

## Mieszkańcy
Według danych na rok 2004 gminę zamieszkiwało 12 076 osób, 223,6 os./km².

## Zabytki
Torre di Porta Grande o Normanno-Sveva (Wieża Dużej Bramy): średniowieczna; wysokość 17 metrów. Wieża ta stanowiła główne wejście do miasta. Na szczycie znajduje się statuetka Świętego Mikołaja (San Nicola). Budynek został poddany wielu zmianom na przestrzeni wieków, ostatnio w 1995 roku.
Chiesa Madre di San Nicola (Kościół Matki Świętego Mikołaja): wybudowany w XIV wieku na fundamentach kościoła mnichów Bazylianów.
Santuario della Madonna d’Ibernia (Sanktuarium Matki Bożej): 3 km od centrum miasta, sanktuarium związane jest z legendą - Matka Boża zostawiła tu odcisk stóp w kamieniu.

## Miasta partnerskie
- Kreuzlingen, Szwajcaria